# Gauliga Württemberg 1940/41
Die Gauliga Württemberg 1940/41 war die achte Spielzeit der Gauliga Württemberg (offiziell: Bereichsklasse Württemberg) im Fußball. Im zweiten Kriegsjahr wurde die Meisterschaft wieder in einer eingleisigen Liga ausgespielt und erneut über das Lokalderby zwischen den Kickers und dem VfB entschieden. Die Stuttgarter Kickers hatten schließlich zwei Punkte Vorsprung auf den VfB Stuttgart, sicherten sich damit die zum dritten Mal hintereinander die Meisterschaft und zogen erneut in die Endrunde um die deutsche Meisterschaft ein, schieden dort aber bereits nach der Gruppenphasen aus. Da die Spielklasse im Folgejahr auf zehn Mannschaften reduziert werden sollte, gab es in diesem Jahr vier Absteiger: Union Böckingen, der SpVgg Untertürkheim, die SpVgg Cannstatt und die Sportfreunde Esslingen mussten den Gang in die Zweitklassigkeit antreten. Aus den Bezirksklassen stiegen der VfR Heilbronn und der VfB Friedrichshafen auf.

## Kreuztabelle
Die Kreuztabelle stellt die Ergebnisse aller Spiele dieser Saison dar. Die Heimmannschaft ist in der linken Spalte, die Gastmannschaft in der oberen Zeile aufgelistet.
| 1940/41                | Stuttgarter Kickers | VfB Stuttgart | Sportfreunde Stuttgart | Stuttgarter SC | 1. SSV Ulm | SV Feuerbach | VfR Aalen | TSG Ulm 1846 | Union Böckingen | SpVgg Untertürkheim | SpVgg Cannstatt | Sportfreunde Esslingen |
| ---------------------- | ------------------- | ------------- | ---------------------- | -------------- | ---------- | ------------ | --------- | ------------ | --------------- | ------------------- | --------------- | ---------------------- |
| Stuttgarter Kickers    |                     | 1:0           | 6:0                    | 4:0            | 2:2        | 7:0          | 4:2       | 5:1          | 3:1             | 3:1                 | 4:1             | 7:0                    |
| VfB Stuttgart          | 1:1                 |               | 2:2                    | 2:0            | 2:0        | 4:2          | 2:2       | 3:0          | 9:4             | 5:3                 | 2:1             | 3:1                    |
| Sportfreunde Stuttgart | 1:3                 | 1:2           |                        | 5:4            | 3:6        | 4:5          | 3:1       | 2:1          | 3:2             | 3:1                 | 6:1             | 9:0                    |
| Stuttgarter SC         | 0:1                 | 0:1           | 0:0                    |                | 5:2        | 2:1          | 7:2       | 2:2          | 3:1             | 0:5                 | 4:0             | 5:0                    |
| 1. SSV Ulm             | 2:5                 | 3:3           | 2:1                    | 0:0            |            | 3:0          | 1:1       | 5:1          | 3:3             | 2:4                 | 7:1             | 6:3                    |
| SV Feuerbach           | 0:4                 | 1:7           | 0:3                    | 1:3            | 6:2        |              | 5:0       | 4:0          | 0:4             | 0:2                 | 2:0             | 5:2                    |
| VfR Aalen              | 2:5                 | 0:7           | 1:2                    | 3:3            | 3:1        | 4:1          |           | 2:5          | 5:2             | 0:1                 | 9:4             | 9:1                    |
| TSG Ulm 1846           | 0:2                 | 1:3           | 2:2                    | 3:1            | 0:1        | 0:2          | 0:3       |              | 4:2             | 6:1                 | 3:0             | 3:1                    |
| Union Böckingen        | 4:2                 | 1:6           | 4:1                    | 0:6            | 8:3        | 1:2          | 3:4       | 1:5          |                 | 3:1                 | 5:0             | 4:3                    |
| SpVgg Untertürkheim    | 0:4                 | 1:12          | 3:5                    | 1:5            | 0:3        | 1:2          | 2:5       | 1:1          | 3:1             |                     | 6:1             | 3:1                    |
| SpVgg Cannstatt        | 1:1                 | 2:2           | 1:4                    | 0:2            | 0:3        | 2:3          | 0:3       | 1:2          | 1:2             | 1:1                 |                 | 7:2                    |
| Sportfreunde Esslingen | 1:5                 | 1:10          | 0:2                    | 2:9            | 0:2        | 5:5          | 1:1       | 1:4          | 1:6             | 1:5                 | 0:4             |                        |

## Abschlusstabelle
| Pl. | Verein                     | Sp. | S  | U | N  | Tore    | Quote | Punkte |
| --- | -------------------------- | --- | -- | - | -- | ------- | ----- | ------ |
| 1.  | Stuttgarter Kickers (M)    | 22  | 18 | 3 | 1  | 079:200 | 3,95  | 39:50  |
| 2.  | VfB Stuttgart              | 22  | 16 | 5 | 1  | 088:280 | 3,14  | 37:70  |
| 3.  | Sportfreunde Stuttgart     | 22  | 12 | 3 | 7  | 062:470 | 1,32  | 27:17  |
| 4.  | Stuttgarter SC             | 22  | 11 | 4 | 7  | 061:360 | 1,69  | 26:18  |
| 5.  | SSV Ulm                    | 22  | 9  | 5 | 8  | 056:550 | 1,02  | 23:21  |
| 6.  | SV Feuerbach               | 22  | 11 | 1 | 10 | 050:570 | 0,88  | 23:21  |
| 7.  | VfR Aalen                  | 22  | 9  | 4 | 9  | 062:590 | 1,05  | 22:22  |
| 8.  | TSG Ulm 1846               | 22  | 9  | 3 | 10 | 044:450 | 0,98  | 21:23  |
| 9.  | Union Böckingen            | 22  | 9  | 1 | 12 | 062:680 | 0,91  | 19:25  |
| 10. | SpVgg Untertürkheim (N)    | 22  | 8  | 2 | 12 | 046:640 | 0,72  | 18:26  |
| 11. | SpVgg Cannstatt            | 22  | 2  | 3 | 17 | 029:730 | 0,40  | 07:37  |
| 12. | Sportfreunde Esslingen (N) | 22  | 0  | 2 | 20 | 027:114 | 0,24  | 02:42  |

| (M) | Titelverteidiger               |
| (N) | Aufsteiger aus der Bezirksliga |

## Aufstiegsrunde

### Gruppe I
Qualifikation:
|                      |  |                 | Hinspiel | Rückspiel |
| -------------------- |  | --------------- | -------- | --------- |
| SpVgg Oberndorf      |  | SC Schwenningen | 1:4      | 0:2       |
| SpVgg 07 Ludwigsburg |  | VfR Heilbronn   | 2:6      | 3:2       |
| Polizei SV Stuttgart |  | TSG Gaisburg    | 4:1      | 3:0       |

Aufstiegsrunde:
| Platz | Verein               | Spiele | Tore   | Quote | Punkte |
| ----- | -------------------- | ------ | ------ | ----- | ------ |
| 1.    | VfR Heilbronn        | 4      | 14:80  | 1,75  | 7:1    |
| 2.    | Polizei SV Stuttgart | 4      | 09:100 | 0,90  | 3:5    |
| 3.    | SC Schwenningen      | 4      | 09:14  | 0,64  | 2:6    |

### Gruppe II
Qualifikation:
|                     |  |                    | Hinspiel | Rückspiel |
| ------------------- |  | ------------------ | -------- | --------- |
| FV Ebingen          |  | VfB Kirchheim/Teck | 4:2      | 0:3       |
| VfB Friedrichshafen |  | Eintracht Neu-Ulm  | 4:1      | 3:2       |
| FC Urbach           |  | SV Göppingen       | 0:1      | 1:2       |

Aufstiegsrunde:
| Platz | Verein              | Spiele | Tore  | Quote | Punkte |
| ----- | ------------------- | ------ | ----- | ----- | ------ |
| 1.    | VfB Friedrichshafen | 3      | 8:50  | 1,60  | 5:1    |
| 2.    | VfB Kirchheim/Teck  | 4      | 9:60  | 1,50  | 4:4    |
| 3.    | SV Göppingen        | 3      | 04:10 | 0,40  | 1:5    |